# Porto Rico ai Giochi della XXVII Olimpiade
Porto Rico partecipò ai Giochi della XXVII Olimpiade, svoltisi a Sydney, Australia, dal 15 settembre al 1º ottobre 2000, con una delegazione di 29 atleti impegnati in dieci discipline.